# Lyons hypotes
Lyons hypotes säger att i ett embryo med könskromosomuppsättningen XX kommer varje cell efter blastulastadiet slumpmässigt att få sin ena X-kromosom inaktiverad. Alla cellkloner från denna cell kommer sedan att ha samma X-kromosom inaktiverad. Fenomenet kallas också X-inaktivering.
Hypotesen formulerades 1961 av Mary Frances Lyon.